# Revenge (album Eurythmics)
Revenge – album brytyjskiego zespołu Eurythmics, wydany w 1986 roku.

## Ogólne informacje
Płyta Revenge była zwrotem zespołu Eurythmics ku stylowi bardziej rockowemu, a brzmienie albumu stało się bardziej komercyjne i mainstreamowe, w porównaniu do poprzednich płyt.
Mimo kilku nieprzychylnych opinii krytyków, album okazał się komercyjnym sukcesem i zawierał cztery przebojowe single. Płyta była promowana przez dużą, ponad półroczną trasę koncertową. Australijski koncert z 14 lutego 1987 został sfilmowany i wydany na VHS, pod tytułem Live.
14 listopada 2005 wytwórnia Sony BMG wydała ekskluzywne reedycje ośmiu studyjnych albumów Eurythmics wzbogacone o dodatkowe utwory, w tym także Revenge z nagraniami ze stron B singli oraz niepublikowanym wcześniej utworem.

## Lista utworów
1. „Missionary Man” – 4:40
2. „Thorn in My Side” – 4:15
3. „When Tomorrow Comes” – 4:18
4. „The Last Time” – 4:10
5. „The Miracle of Love” – 5:04
6. „Let’s Go!” – 4:08
7. „Take Your Pain Away” – 4:30
8. „A Little of You” – 3:53
9. „In This Town” – 3:44
10. „I Remember You” – 5:00

Dodatkowy materiał (reedycja z 2005 roku)
11. „When Tomorrow Comes” (Extended Version) – 6:36
12. „Thorn in My Side” (Extended Version) – 5:54
13. „Missionary Man” (Extended Version) – 6:50
14. „When Tomorrow Comes” (Live Acoustic Version) – 3:19
15. „Revenge 2” - 5:40
16. „My Guy” - 2:00

## Twórcy
Eurythmics
- Annie Lennox – śpiew, keyboard, perkusja
- Dave Stewart – wokal wspierający, gitara, keyboard, sekwencer

Muzycy towarzyszący
- Jon Bavin – keyboard
- Clem Burke – bębny
- Phil Chen – gitara basowa
- Gully – syntezator
- Joniece Jamison – wokal wspierający
- Michael Kamen – smyczki
- John McKenzie – gitara basowa
- Patrick Seymour – keyboard
- Jannick Top – gitara basowa
- Bernita Turner – wokal wspierający
- Jimmy "Z" Zavala – harmonijka ustna, saksofon

## Single
- 1986: „When Tomorrow Comes”
- 1986: „Thorn in My Side”
- 1986: „The Miracle of Love”
- 1987: „Missionary Man”

## Pozycje na listach
| Kraj              | Pozycja |
| ----------------- | ------- |
| Wielka Brytania   | 3       |
| Stany Zjednoczone | 12      |
| Niemcy            | 5       |
| Szwajcaria        | 7       |
| Austria           | 6       |
| Francja           | 12      |
| Włochy            | 10      |
| Szwecja           | 1       |
| Norwegia          | 1       |
| Australia         | 2       |
| Nowa Zelandia     | 1       |

## Certyfikaty i sprzedaż
| Kraj                          | Certyfikat         | Sprzedaż |
| ----------------------------- | ------------------ | -------- |
| Australia (ARIA)              | 4x platynowa płyta | 400 000+ |
| Austria (IFPI Austria)        | złota płyta        | 25 000+  |
| Finlandia (Musiikkituottajat) | platynowa płyta    | 48 000+  |
| Hiszpania (Promusicae)        | złota płyta        | 50 000+  |
| Kanada (MC)                   | 2x platynowa płyta | 200 000+ |
| Niemcy (BVMI)                 | złota płyta        | 250 000+ |
| Norwegia (IFPI Norge)         | platynowa płyta    | 100 000+ |
| Nowa Zelandia (RMNZ)          | 5x platynowa płyta | 75 000+  |
| Stany Zjednoczone (RIAA)      | złota płyta        | 500 000+ |
| Szwajcaria (IFPI Schweiz)     | platynowa płyta    | 50 000+  |
| Wielka Brytania (BPI)         | 2x platynowa płyta | 600 000+ |
| Włochy (FIMI)                 | złota płyta        | 100 000+ |